# Ivan Zetović
Ivan Zetović (Sombor, 28. kolovoza 1846. - ?) je bio bački hrvatski prosvjetni radnik. Rodom je bio bunjevački Hrvat.
Školovao se za posao učitelja. Učiteljsku školu je pohađao u Ugarskoj, u Pečuhu koju je završio 1870. Radio je u više mjesta, a najviše u Sonti.
Značajan je kao autor školskih udžbenika za Hrvate u Ugarskoj. Učiteljevao je u salašarskim naseljima oko Sombora, no ne i u samom Somboru. Ostao je tako poznat izvan svog zavičaja. Bio je jednim od značajnih za nacionalni preporod Hrvata u somborskom kraju, čijim se radom spriječila ondašnja rastuća mađarizacija.
Autor je udžbenika:
- Zemljopis Magjarske za pučke učione, 1879.
- 12 božićnih pisama, 1898.
- Zemljopis Bačke, 1881.
- Zemljopis za bunjevačku i šokačku mladež, 1894.